# El Correo
Pour les articles homonymes, voir El Correo Español.
 (octobre 2024).
Si vous disposez d'ouvrages ou d'articles de référence ou si vous connaissez des sites web de qualité traitant du thème abordé ici, merci de compléter l'article en donnant les références utiles à sa vérifiabilité et en les liant à la section « Notes et références ».
El Correo, anciennement appelé El Correo Español - El Pueblo Vasco (de la fusion des deux journaux), est un quotidien basque espagnol principalement diffusé dans la Communauté autonome basque dans les provinces de Biscaye et d'Alava mais aussi dans la province de La Rioja et de Burgos.

## Présentation

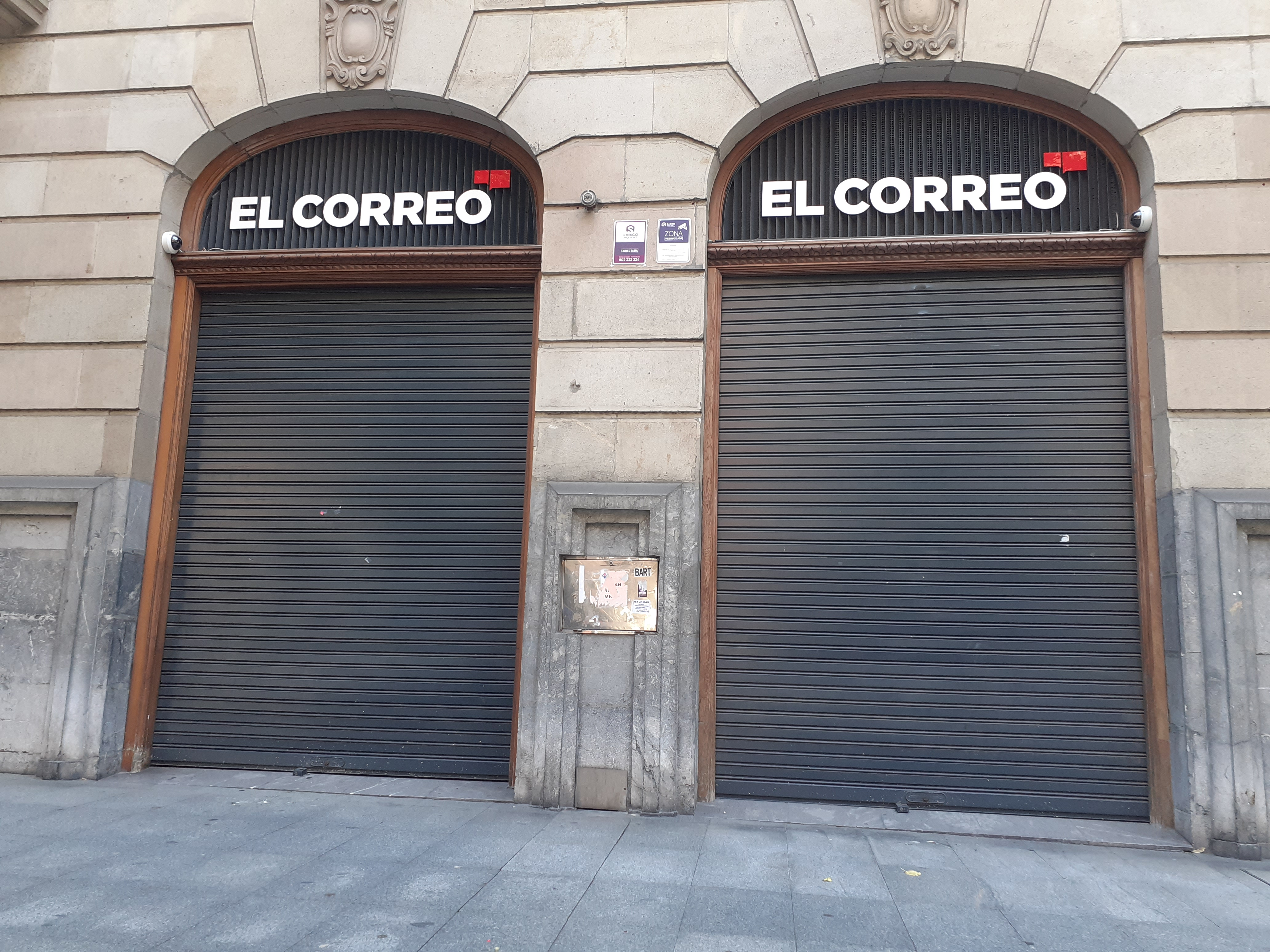
Local du journal sur la Gran Vía de Don Diego López de Haro à Bilbao.

Ce quotidien est diffusé à environ 135 000 exemplaires par jour. 
Il fut fondé en 1910 à Bilbao sous le titre de El Pueblo vasco. 
En 1938, le titre doit fusionner avec le journal El Correo espagnol d'où provient son nom actuel. El Correo est le premier quotidien du Pays basque et le fleuron d’un groupe éditorial possédant plusieurs titres de la presse régionale espagnole (comme El Diario Vasco dans la province basque du Guipuscoa acquis en 1947) ainsi que l’agence de presse Colpisa. 
Ce groupe est Vocento qui possède aussi les quotidiens régionaux : El diario montañés (Santander), La Verdad (es) (Albacete et Alicante) journal disparu en mars 2013, Ideal (Grenade), le quotidien national ABC et une participation dans la chaîne Telecinco. Le quotidien est édité en espagnol mais rédige certains de ces articles en basque.